# ヴェロックス
ヴェロックス（欧字名:Velox、2016年3月4日 - ）は、日本の競走馬。2019年の皐月賞2着、東京優駿3着、菊花賞3着などの実績がある。
馬名の意味は、ラテン語で「素早い」。

## 経歴

### デビュー前
2016年3月4日、北海道安平町のノーザンファームでジャスタウェイの初年度産駒の一頭として誕生。2017年のセレクトセール1歳馬市場に上場され、金子真人によって4800万円（税別）で落札された。

### 2歳（2018年）
8月5日小倉競馬場の新馬戦に鞍上浜中俊で出走。1.9倍の1番人気に推されたレースでは好位を追走し、直線で先頭に立つと後続に8馬身差を付ける圧勝でデビュー勝ちを飾った。
新馬戦での圧勝もあって9月15日の野路菊ステークスでは1.4倍の支持を受けたが、先に抜け出したカテドラルとの差を詰め切れずに2着に敗れた。
C.ルメールに乗り替わって出走した11月17日の東京スポーツ杯2歳ステークスでは最後の直線で外から脚を伸ばしたものの、内の3頭に僅かに及ばず4着となった。

### 3歳（2019年）
この年の始動戦として1月19日の若駒ステークスに鞍上川田将雅で出走。1番人気はルメール鞍上のサトノウィザードに譲ったが、レースでは好位から直線半ばで先頭に立ち、追い込んできたサトノウィザードを振り切って優勝した。
続いて3月16日の若葉ステークスに出走。1.5倍の断然人気に推されると、3番手追走からゴール150m手前で先頭に抜け出し、2着ワールドプレミアに3馬身差を付けて快勝、皐月賞の優先出走権を得た。
迎えた4月14日の皐月賞では、ホープフルステークス優勝馬でここでも1.7倍の圧倒的支持を集めたサートゥルナーリア、朝日杯フューチュリティステークス優勝馬アドマイヤマーズ、そのアドマイヤマーズを共同通信杯で2着に破ったダノンキングリーに次ぐ4番人気に推された。レースではサートゥルナーリアを後ろに見る形で先行集団に位置を取り、4コーナーで外を周って一気に先頭に立ったが、直線では外から追い込んできたサートゥルナーリアに馬体をぶつけられる不利を受け、最後は差し返す気配を見せたもののアタマ差の2着に惜敗した。
5月26日の第86回東京優駿は無敗の二冠を目指すサートゥルナーリアが単勝オッズ1.6倍、本馬が4.3倍、皐月賞で本馬とハナ差の3着だったダノンキングリーが4.7倍となり、4番人気のアドマイヤジャスタは25.9倍と「3強」の構図となった。サートゥルナーリアが出遅れて後方からの競馬となった展開の中で中団に位置を取り、直線で外から追い込んできたサートゥルナーリアに一度は交わされながらも差し返したが、前を行くロジャーバローズとダノンキングリーには差を開けられ、3着に敗れた。優勝したロジャーバローズの勝ちタイム2分22秒6はドゥラメンテの旧レースレコードを0秒6更新するレースレコードとなり、本馬の走破時計2分23秒0も従来のレコードを0秒2上回る高速決着となった。
夏場は休養に充て、9月22日の神戸新聞杯で始動。同競走には皐月賞から3戦連続の対戦となるサートゥルナーリアも出走し、単勝オッズもサートゥルナーリアが1.4倍、本馬が2.6倍と2頭が抜けた人気に推された。8頭立てとなったレースでは前半1000m63秒4のスローペースの中で4番手から競馬を進めたが、2番手から抜け出したサートゥルナーリアに直線で差を開けられ、3馬身差の2着で入線。鞍上の川田は「前哨戦としてはいい内容で走れました」としつつも、「サートゥルナーリアは相当強いと、改めて感じました」とコメントした。なお3着には3番人気のワールドプレミアが入る堅い決着となり、3連単の配当700円は平地重賞史上最低配当となった。
10月22日の菊花賞にはサートゥルナーリア（天皇賞（秋）へ出走）・ロジャーバローズ（屈腱炎で引退）・ダノンキングリー（毎日王冠からマイルチャンピオンシップへ）ら有力馬が出走しなかったため、前々日オッズが1.5倍になるなど本命視されることとなり、最終的に2.2倍の1番人気で出走。レースでは終始4番手の好位に位置を取り、最後の直線で抜け出しを図ったが内から伸びるワールドプレミアとの差を詰められず、さらにゴール前で外からサトノルークスに差し切られて3着に敗退した。
その後は12月22日の第64回有馬記念に出走。同レースには同世代のサートゥルナーリアとワールドプレミア、4歳世代からは三冠牝馬アーモンドアイ、5歳世代からも国内外のGI2連勝中のリスグラシューなどが出走し、出走馬16頭中11頭がGIウィナーという豪華な顔ぶれの中で8番人気となった。14番枠からの発走となったレースでは中団に位置を取ったが、直線では伸びを欠いて8着に敗退。鞍上の川田は「この馬としてはいい形で競馬を組み立てることが出来ました。この経験が今後に生きればと思います」とコメントした。

### 4歳（2020年）
古馬初戦は2月23日の小倉大賞典へ出走。単勝1.4倍の断然1番人気に推され、道中5番手を追走するも、直線で伸びず9着に終わる。鞍上川田は「返し馬から雰囲気が良く、具合も良さそうでしたが、あまりにも結果が出ませんでした。何事もなく次走を迎えられたらいいと思います」とコメントした。
その後は長期休養に入り、12月12日の中日新聞杯で復帰。ここでも1番人気となるが、直線差しきれず3着に破れた。鞍上川田は「4コーナーの手応えは抜群に良かったです。伸び切ることができなかったので、これで変わってきてくれれば」とコメントした。

### 5歳（2021年）
5歳初戦、復帰2戦目となった日経新春杯は好位から伸びず9着に終わる。5か月の休み明けとなったエプソムカップはデビュー2戦目以来の浜中俊とのコンビで出走し4着に入る。しかし、続く小倉記念は9頭立て7着と惨敗。秋に入り毎日王冠は7着、キャピタルステークスは6着に敗れた。

### 6歳（2022年）
1月5日、6歳初戦としてGIII京都金杯に出走。10番人気に推され、7着であった。その後、この年は2戦していずれも二桁着順であった。
6月29日、競走馬登録を抹消された。京都府のカシオペアライディングパークで乗馬となる予定である。

## 競走成績
以下の内容はnetkeiba.comの情報に基づく。
| 競走日     | 競馬場 | 競走名       | 格   | 距離（馬場）  | 頭 数 | 枠 番 | 馬 番 | オッズ （人気） | 着順 | タイム （上がり3F） | 着差 | 騎手        | 斤量 [kg] | 1着馬（2着馬）       | 馬体重 [kg] |
| ---------- | ------ | ------------ | ---- | ------------- | ----- | ----- | ----- | --------------- | ---- | ------------------- | ---- | ----------- | --------- | -------------------- | ----------- |
| 2018.08.05 | 小倉   | 2歳新馬      |      | 芝1800m（良） | 16    | 8     | 5     | 001.90（1人）   | 01着 | R1:48.7（34.2）     | -1.3 | 0浜中俊     | 54        | （プラネットアース） | 492         |
| 0000.09.15 | 阪神   | 野路菊S      | OP   | 芝1800m（良） | 6     | 3     | 3     | 001.40（1人）   | 02着 | R1:48.2（34.1）     | -0.1 | 0浜中俊     | 54        | カテドラル           | 488         |
| 0000.11.17 | 東京   | 東スポ杯2歳S | GIII | 芝1800m（良） | 16    | 4     | 7     | 003.70（2人）   | 04着 | R1:46.6（34.1）     | -0.0 | 0C.ルメール | 55        | ニシノデイジー       | 482         |
| 2019.01.19 | 京都   | 若駒S        | L    | 芝2000m（良） | 8     | 7     | 7     | 002.60（2人）   | 01着 | R2:00.7（34.2）     | -0.3 | 0川田将雅   | 56        | （サトノウィザード） | 490         |
| 0000.03.16 | 阪神   | 若葉S        | L    | 芝2000m（稍） | 10    | 7     | 8     | 001.50（1人）   | 01着 | R2:02.1（35.1）     | -0.5 | 0川田将雅   | 56        | （ワールドプレミア） | 482         |
| 0000.04.14 | 中山   | 皐月賞       | GI   | 芝2000m（良） | 18    | 4     | 7     | 009.00（4人）   | 02着 | R1:58.1（34.4）     | -0.0 | 0川田将雅   | 57        | サートゥルナーリア   | 478         |
| 0000.05.26 | 東京   | 東京優駿     | GI   | 芝2400m（良） | 18    | 7     | 13    | 004.30（2人）   | 03着 | R2:23.0（34.3）     | -0.4 | 0川田将雅   | 57        | ロジャーバローズ     | 486         |
| 0000.09.22 | 阪神   | 神戸新聞杯   | GII  | 芝2400m（良） | 8     | 5     | 5     | 002.60（2人）   | 02着 | R2:27.3（32.5）     | -0.5 | 0川田将雅   | 56        | サートゥルナーリア   | 490         |
| 0000.10.20 | 京都   | 菊花賞       | GI   | 芝3000m（良） | 18    | 7     | 13    | 002.20（1人）   | 03着 | R3:06.2（36.2）     | -0.2 | 0川田将雅   | 57        | ワールドプレミア     | 490         |
| 0000.12.22 | 中山   | 有馬記念     | GI   | 芝2500m（良） | 16    | 7     | 14    | 033.70（8人）   | 08着 | R2:32.3（36.7）     | -1.8 | 0川田将雅   | 55        | リスグラシュー       | 494         |
| 2020.02.23 | 小倉   | 小倉大賞典   | GIII | 芝1800m（良） | 14    | 4     | 6     | 001.40（1人）   | 09着 | R1:49.9（37.2）     | -1.6 | 0川田将雅   | 57        | カデナ               | 490         |
| 0000.12.12 | 中京   | 中日新聞杯   | GIII | 芝2000m（良） | 18    | 5     | 9     | 003.70（1人）   | 03着 | R2:00.3（33.9）     | -0.2 | 0川田将雅   | 57        | ボッケリーニ         | 498         |
| 2021.01.17 | 中京   | 日経新春杯   | GII  | 芝2200m（良） | 16    | 5     | 9     | 004.70（2人）   | 09着 | R2:12.8（36.4）     | -1.0 | 0川田将雅   | 57        | ショウリュウイクゾ   | 498         |
| 0000.06.13 | 東京   | エプソムC    | GIII | 芝1800m（良） | 18    | 2     | 3     | 014.30（8人）   | 04着 | R1:45.4（34.7）     | -0.3 | 0浜中俊     | 57        | ザダル               | 494         |
| 0000.08.15 | 小倉   | 小倉記念     | GIII | 芝2000m（稍） | 9     | 7     | 8     | 005.20（2人）   | 07着 | R2:01.0（36.8）     | -1.3 | 0浜中俊     | 57        | モズナガレボシ       | 484         |
| 0000.10.10 | 東京   | 毎日王冠     | GII  | 芝1800m（良） | 13    | 6     | 9     | 032.60（7人）   | 07着 | R1:45.4（33.8）     | -0.6 | 0浜中俊     | 56        | シュネルマイスター   | 482         |
| 0000.11.27 | 東京   | キャピタルS  | L    | 芝1600m（良） | 17    | 7     | 14    | 007.70（4人）   | 06着 | R1:33.5（34.2）     | -0.5 | 0戸崎圭太   | 56        | プリンスリターン     | 484         |
| 2022.01.05 | 中京   | 京都金杯     | GIII | 芝1600m（良） | 16    | 7     | 13    | 026.1（10人）   | 07着 | R1:33.4（34.8）     | -0.5 | 0浜中俊     | 57        | ザダル               | 494         |
| 0000.02.06 | 東京   | 東京新聞杯   | GIII | 芝1600m（良） | 15    | 7     | 12    | 061.0（12人）   | 10着 | R1:33.7（35.4）     | -1.4 | 0三浦皇成   | 57        | イルーシヴパンサー   | 492         |
| 0000.02.20 | 小倉   | 小倉大賞典   | GIII | 芝1800m（稍） | 16    | 1     | 2     | 024.4（10人）   | 13着 | R1:50.3（36.4）     | -1.1 | 0菱田裕二   | 56        | アリーヴォ           | 498         |

## 血統表
| ヴェロックスの血統            | ヴェロックスの血統           | ヴェロックスの血統   | （血統表の出典）     | （血統表の出典） |
| 父系                          | サンデーサイレンス系         | サンデーサイレンス系 | サンデーサイレンス系 | [ § 2 ]          |
| 父 ジャスタウェイ 2009 鹿毛   | 父の父ハーツクライ 2001 鹿毛 | *サンデーサイレンス  | Halo                 | Halo             |
| 父 ジャスタウェイ 2009 鹿毛   | 父の父ハーツクライ 2001 鹿毛 | *サンデーサイレンス  | Wishing Well         |                  |
| 父 ジャスタウェイ 2009 鹿毛   | 父の父ハーツクライ 2001 鹿毛 | アイリッシュダンス   | *トニービン          | *トニービン      |
| 父 ジャスタウェイ 2009 鹿毛   | 父の父ハーツクライ 2001 鹿毛 | アイリッシュダンス   | *ビューパーダンス    |                  |
| 父 ジャスタウェイ 2009 鹿毛   | 父の母シビル 1999 鹿毛       | Wild Again           | Icecapade            | Icecapade        |
| 父 ジャスタウェイ 2009 鹿毛   | 父の母シビル 1999 鹿毛       | Wild Again           | Bushel-n-Peck        |                  |
| 父 ジャスタウェイ 2009 鹿毛   | 父の母シビル 1999 鹿毛       | *シャロン            | Mo Exception         | Mo Exception     |
| 父 ジャスタウェイ 2009 鹿毛   | 父の母シビル 1999 鹿毛       | *シャロン            | Double Wiggle        |                  |
| 母 *セルキス Selkis 2008 栗毛 | 母の父Monsun 1990 黒鹿毛     | Konigsstuhl          | Dschingis Khan       | Dschingis Khan   |
| 母 *セルキス Selkis 2008 栗毛 | 母の父Monsun 1990 黒鹿毛     | Konigsstuhl          | Konigskronung        |                  |
| 母 *セルキス Selkis 2008 栗毛 | 母の父Monsun 1990 黒鹿毛     | Mosella              | Surumu               | Surumu           |
| 母 *セルキス Selkis 2008 栗毛 | 母の父Monsun 1990 黒鹿毛     | Mosella              | Monasia              |                  |
| 母 *セルキス Selkis 2008 栗毛 | 母の母Schwarzach 2000 栗毛   | Grand Lodge          | Chief's Crown        | Chief's Crown    |
| 母 *セルキス Selkis 2008 栗毛 | 母の母Schwarzach 2000 栗毛   | Grand Lodge          | La Papagena          |                  |
| 母 *セルキス Selkis 2008 栗毛 | 母の母Schwarzach 2000 栗毛   | Schwarzmeer          | Kings Lake           | Kings Lake       |
| 母 *セルキス Selkis 2008 栗毛 | 母の母Schwarzach 2000 栗毛   | Schwarzmeer          | Sankt Johanna        |                  |
| 母系(F-No.)                   | (FN:16-c)                    | (FN:16-c)            | (FN:16-c)            | [ § 3 ]          |
| 5代内の近親交配               | 5代内アウトブリード          | 5代内アウトブリード  | 5代内アウトブリード  | [ § 4 ]          |
| 出典                          | 1. 2. 3. 4.                  | 1. 2. 3. 4.          | 1. 2. 3. 4.          | 1. 2. 3. 4.      |

- 母セルキスはドイツ産馬で、現役時代は独G2ディアナトライアルに優勝した[31]。
- 牝系は「ドイツのSライン」に属する。本馬の5代母Semiramisの半姉Schonbrunnの子孫にSagace（1984年凱旋門賞などGI3勝）、Steinlen[32]（1989年BCマイルなどGI4勝）、Stacelita（2009年ヴェルメイユ賞などGI6勝）、ソウルスターリングがいるほか、Semiramisの叔母Suleikaの子孫にマンハッタンカフェ、ブエナビスタなど。